# Onafhankelijkheidsfront

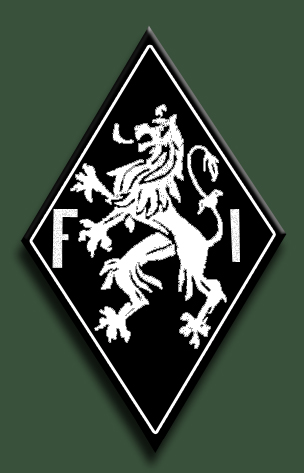
Embleem

Het Onafhankelijkheidsfront (Frans: Front de l'Indépendance (FI)) was een van de belangrijkste Belgische verzetsorganisaties voor gewapend en ander verzet tijdens de Tweede Wereldoorlog. Het werd gesticht op 15 maart 1941 op initiatief van de Kommunistische Partij van België (KPB).

## Geschiedenis
Het Onafhankelijkheidsfront functioneerde als een koepel van verschillende verzetsorganisaties en verschillende politieke gezindheden. Enkele van de voornaamste stichters waren Pierre Joye en Fernand Demany, Brusselse journalisten. Onder andere de volgende groepen en organisaties maakten er deel van uit:
- het Belgisch leger der partizanen (13.000 erkende leden), gewapende tak van de KPB
- de Patriottische milities (22.000 erkende leden)
- het Joodsch Verdedigingscomiteit
- de Syndikale Strijdkomitees (SKK's)
- Justice libre
- Médecine libre
- het LOMO, de Leraren Officieel Middelbaar Onderwijs
- het sluikblad Front
- het Jeugdfront voor de vrijheid

Naast steun aan het gewapend verzet, stond het OF in voor geweldloze vormen van verzet. De Dienst Solidariteit werd opgericht, een structuur voor hulp aan gezinnen van slachtoffers van de bezetter, geleid door Rosy Holender. Duizenden vrijwilligers zetten zich in voor het inzamelen van gelden om ze te verdelen ten gunste van de familieleden van OF-leden die slachtoffer van de bezetter waren geworden.
De OF was zeer actief in het voeren van propaganda. Ongeveer 150 bladen werden rechtstreeks of indirect door leden van het OF geschreven, gedrukt en verspreid. Het OF-blad Front werd nationaal verspreid op 25.000 exemplaren. Op herdenkingsdagen zoals 10 mei, 21 juli en 11 november had het OF de hand in veel manifestaties zoals uithangen van vlaggen, neerleggen van bloemen bij monumenten en werkonderbrekingen. 
Het OF voerde ook strijd tegen de deportaties voor verplichte arbeid in Duitsland. Dit had tot gevolg dat veel werkweigeraars onderdoken waarna ze in hun onderhoud dienden te worden voorzien. Het OF verleende daaraan medewerking. 
Een van de bekendste acties georganiseerd door het Onafhankelijkheidsfront was onder meer de Staking der 100.000 waarbij tussen de 60- à 70.000 arbeiders in Luik, Henegouwen en Limburg onder leiding van Julien Lahaut, op 10 mei 1941, een jaar na de inval in België, het werk neerlegden. Alsook de uitgave van een verzetseditie van het dagblad Le Soir ook wel gekend als Le "Faux" Soir op 9 november 1943 kon het OF op zijn naam schrijven.
De grootste verdienste van het OF was zijn inzet voor het in veiligheid brengen van vele duizenden Joden, onder wie meer dan tweeduizend kinderen.
Na de Bevrijding had de teruggekeerde regering het moeilijk om de verzetsbewegingen onder controle te krijgen en te ontwapenen. Vooral het OF toonde zich hierin onwillig, daarbij gesteund door de Kommunistische Partij.